# Idauze-Mendi
Idauze-Mendi (en francès i oficialment Idaux-Mendy) és un municipi del territori de Zuberoa, que pertany administrativament al departament dels Pirineus Atlàntics (regió de la Nova Aquitània). Limita amb les comunes de Gotaine-Irabarne al nord-est, Urdiñarbe al nord-oest, Mendikota a l'est, Altzürükü al sud-oest i amb Ozaze-Zühara al sud.
Al municipi se celebra cada any des del 1996 cada cap de setmana de juliol el festival musical i cultural organitzat per l'associació Euskal Herria Zuzenean.

## Demografia
| Evolució de la població |      |      |      |      |      |      |      |      |
| 1793                    | 1800 | 1806 | 1821 | 1831 | 1836 | 1841 | 1846 | 1851 |
| 195                     | 191  | 198  | 216  | 215  | 186  | 474  | 473  | 449  |

| 1856 | 1861 | 1866 | 1872 | 1876 | 1881 | 1886 | 1891 | 1896 |
| ---- | ---- | ---- | ---- | ---- | ---- | ---- | ---- | ---- |
| 425  | 414  | 357  | 361  | 339  | 340  | 344  | 324  | 322  |

| 1901 | 1906 | 1911 | 1921 | 1926 | 1931 | 1936 | 1946 | 1954 |
| ---- | ---- | ---- | ---- | ---- | ---- | ---- | ---- | ---- |
| 316  | 316  | 315  | 294  | 277  | 261  | 254  | 292  | 315  |

| 1962 | 1968 | 1975 | 1982 | 1990 | 1999 | 2006 | 2011 | 2016 |
| ---- | ---- | ---- | ---- | ---- | ---- | ---- | ---- | ---- |
| 266  | 229  | 237  | 227  | 242  | 262  | -    | -    | -    |

| 2019 | - | - | - | - | - | - | - | - |
| ---- | - | - | - | - | - | - | - | - |
| -    | - | - | - | - | - | - | - | - |